# باتسبورگ-لسویل (کارولینای جنوبی)
باتسبورگ-لسویل(به انگلیسی: Batesburg-Leesville) شهری در ایالت کارولینای جنوبی کشور ایالات متحده آمریکا است که جمعیت آن در سرشماری سال ۲۰۱۰ میلادی، ۵٬۳۶۲ نفر بوده‌است.